# Gamby
Gamby är en ort i Region Syddanmark i Danmark. Orten hade 200 invånare (2014). Före 2014 utgjorde Gamby en egen tätort, men invånarantalet har sedan dess sjunkit under 200 invånare. Den ligger i Nordfyns kommun på ön Fyn.